# ビリー・アンガー
ビリー・アンガー（Billy Unger、1995年10月15日 - ）は、アメリカ合衆国の俳優。

## 出演作品
- レジェンド・オブ・メダリオン -時空を越えた秘密の島-
- 科学ファミリー ラボラッツ
- パワー・オブ・フォー 普通じゃない家族（英語版）
- ゴースト 〜天国からのささやき シーズン5
- しあわせの処方箋 シーズン1
- アドレナリン:ハイ・ボルテージ
- チェンジリング
- ターミネーター サラ・コナー・クロニクルズシーズン2
- ナショナル・トレジャー リンカーン暗殺者の日記